# حصن المعمور
 حصن المعمور  يقع في ولاية عبري بمنطقة الظاهرة في سلطنة عمان. يقع حصن المعمور بولاية عبري بمحافظة الظاهرة ويعود تاريخ بناءه إلى ما يقارب مائتي عام (200 عام) . وقام ببناء الحصن الشيخ محمد بن علي بن ربيع القتبي .